# Маслинкові
Маслинкові (Elaeagnaceae) — родина рослин порядку розоцвітих (Rosales). Включає лише 3 роди й майже 100 видів рослин, поширених у Північній Америці, Євразії й обмежено в Австралії й на деяких островах.
Відмінні риси — покриті лусочками або волосками листя і пагони, через що вся рослина здається сріблясто-зеленою; наявність кореневих бульбочок з бактеріями, що фіксують азот, завдяки чому маслинкові можуть виростати на дуже бідних ґрунтах.

## Роди
Родина включає три роди:
- Shepherdia Nutt. — Шефердія
- Hippophaë L. — Обліпиха
- Elaeagnus L. typus — Маслинка

Рід Лепаргірея (Lepargyrea Raf.), що його раніше включали в родину маслинкових, зараз вважається лише синонімом шефердія.
Крім того, родині колись належав і рід Петенея (Petenaea Lundell).